# International Link of Orthodox Christian Scouts
International Link of Orthodox Christian Scouts (DESMOS, z řeckého Δεσμός pouto) je autonomní, mezinárodní orgán zavázaný prosazovat a podporovat sdružení ortodoxních skautů a být spojením mezi skautským hnutím a pravoslavnou církví.
Má poradní status v World Scout Committee a tvoří World Scout Inter-religious Forum (WSIF) spolu s Radu protestantů ve skautingu, Mezinárodní konferencí katolických skautů, Mezinárodní unií muslimských skautů, Mezinárodním fórem židovských skautů, Won-Buddhism Scout a World Buddhist Scout Brotherhood.

## Členské organisace
- Arménie: Hayastani Azgayin Skautakan Sharjum Kazmakerputiun[2]
- Bosna a Hercegovina: Savez izviđača Bosne i Hercegovine
- Bulharsko: Organizatsia na Bulgarskite Skauty[3]
- Kypr: Kypr Scout Association[2]
- Finsko: Suomen Partiolaiset[4]
- Řecko: Skauti Řecka[2]
- Izrael: Izraelská skautská federace: Pravoslavná skautská asociace
- Jordan: Jordánské sdružení skautů a skautek
- Lebanon: Libanonská skautská federace: National Orthodox Scout Association - Scout national orthodoxe[2]
- Macedonia: Sojuz na Izvidnici na Makedonija
- Moldova: Organizaţia Naţională a Scouţilor din Moldova
- Palestinská samospráva: Palestinská skautská asociace: Sdružení palestinských ortodoxních skautů[2]
- Polsko: Asociace polských skautů a skautek[2]
- Rumunsko: Cercetaşii României[2]
- Rusko: Ruská skautská asociace/Navigators[5]
- Srbsko: Savez Izviđača Srbije[2]
- Uganda: Asociace ugandských skautů: Ortodoxní skauti Ugandy[6]
- Ukrajina: Národní organizace skautů Ukrajiny
- Spojené státy: Skauti Ameriky: Východní ortodoxní výboru pro skauting[2]